# Michael Baius
Michael Baius, belgijski teolog, * 1513, † 16. september 1589.